# Kylie Hughes
Kylie Hughes est une attaquante internationale des États-Unis de rink hockey. 

## Palmarès
En 2016, elle participe au championnat du monde.

## Référence
1. ↑  (es) « PLANTEL PARA IQUIQUE 2016 »(Archive.org • Wikiwix • Archive.is • Google • Que faire ?)